# 东百老汇大街

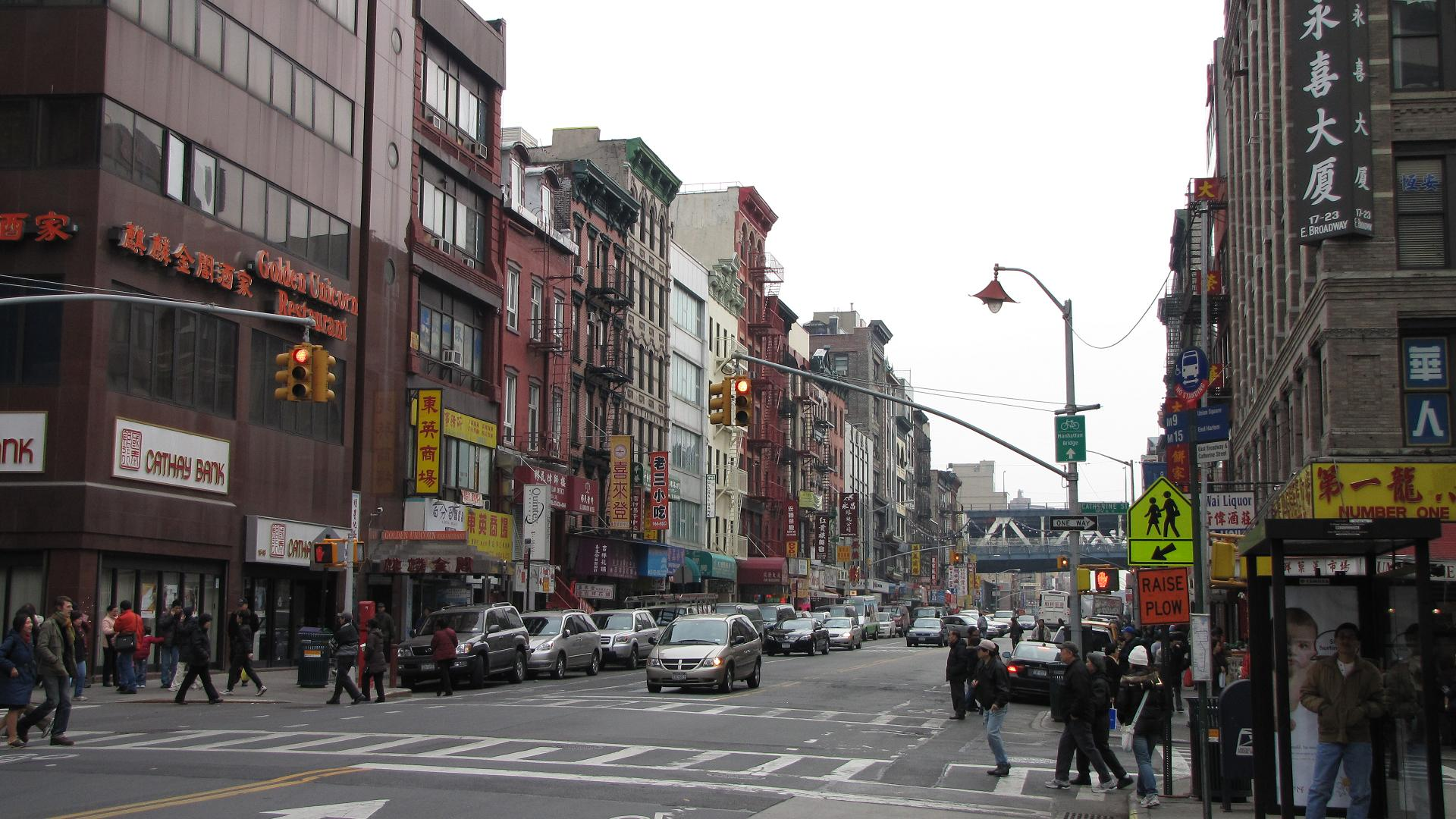
东百老汇街景

东百老汇大街（East Broadway），舊譯伊士布律威，是位于纽约市曼哈顿下东城华埠的一条东西向双行街道。东百老汇大街西起且林广场（Chatham Square），向东穿过曼哈顿桥底，经苏域柏公园（Seward Park）和坚尼街（Canal Street）东端，直至格兰街（Grand Street）。该街西段聚居着大量福州裔华人移民，东段则聚居着大量犹太人。
与东百老汇大街相交的街道还包括：嘉芙莲街（Catherine Street，也称凯瑟琳街）、市场街（Market Street）、科西街（Forsyth Street）、派克街（Pike Street）、罗格斯街（Rutgers Street）、杰弗逊街（Jefferson Street）、克林顿街（Clinton Street）、蒙哥马利街（Montgomery Street）。

## 公共交通

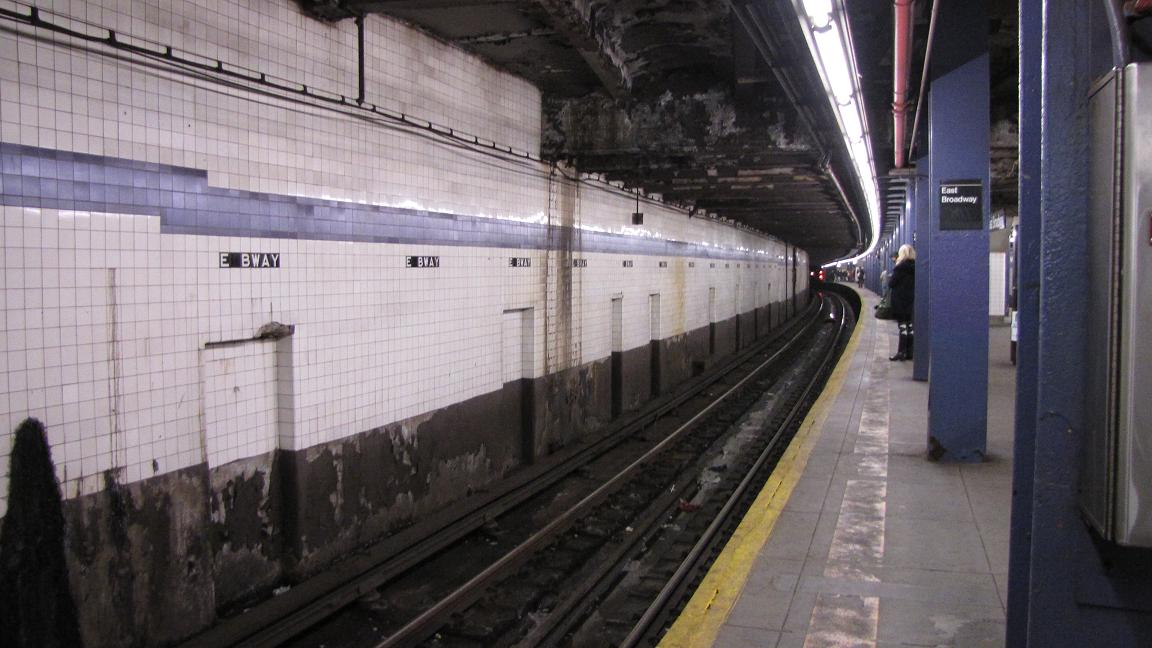
东百老汇大街地铁站

M9路公交车双向穿行于东百老汇街且林广场与坚尼街（Canal Street）之间的地段，M15路公交车则在工作日双向开行于这一地段，下城方向的M22路公交车西向行驶于派克街（Pike Street）与且林广场之间。
纽约地铁第六大道线（F线）的东百老汇站位于东百老汇大街和罗格斯街（Rutgers Street）交界处附近。

## 且林广场

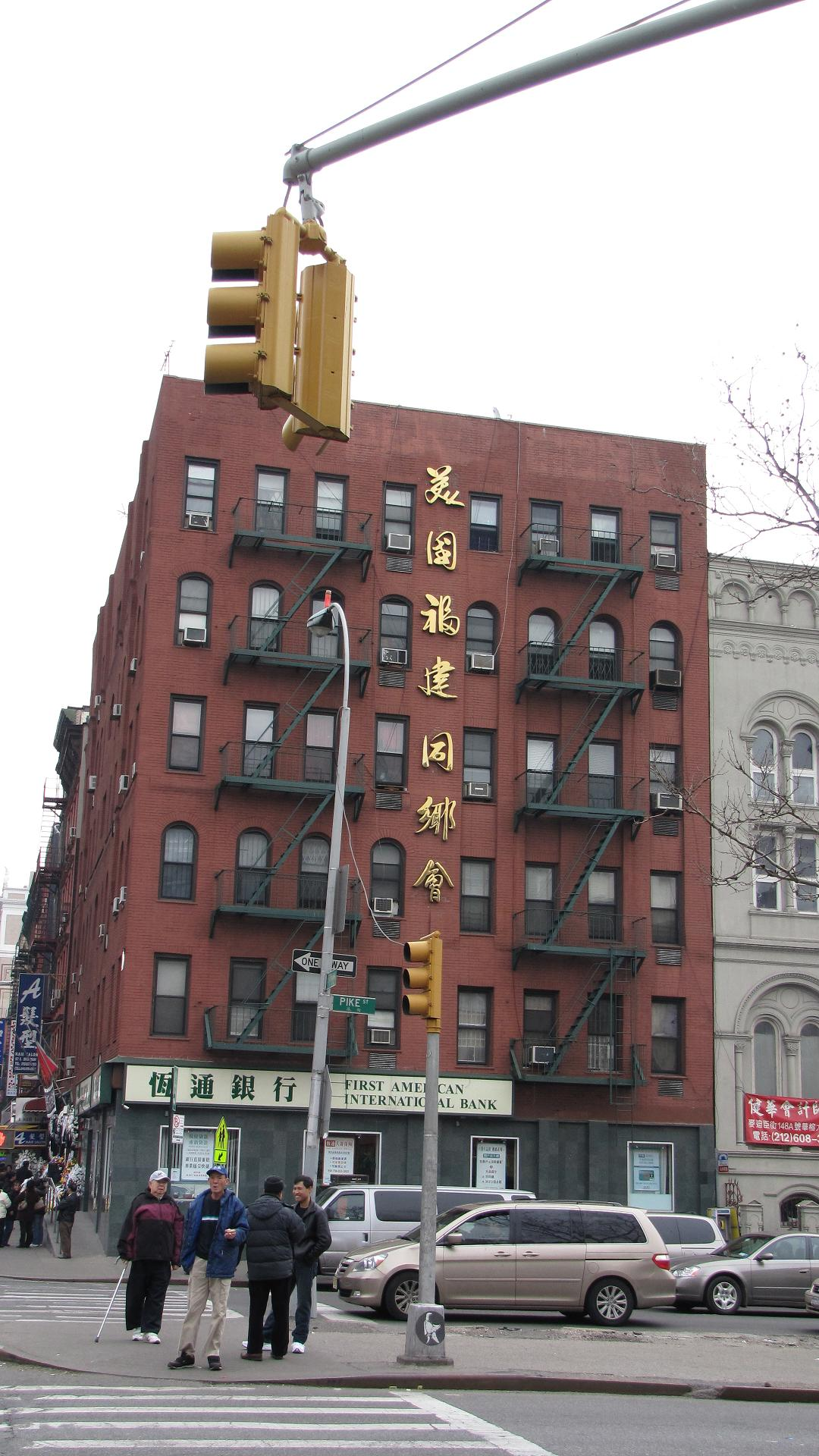
东百老汇街的美国福建同乡会

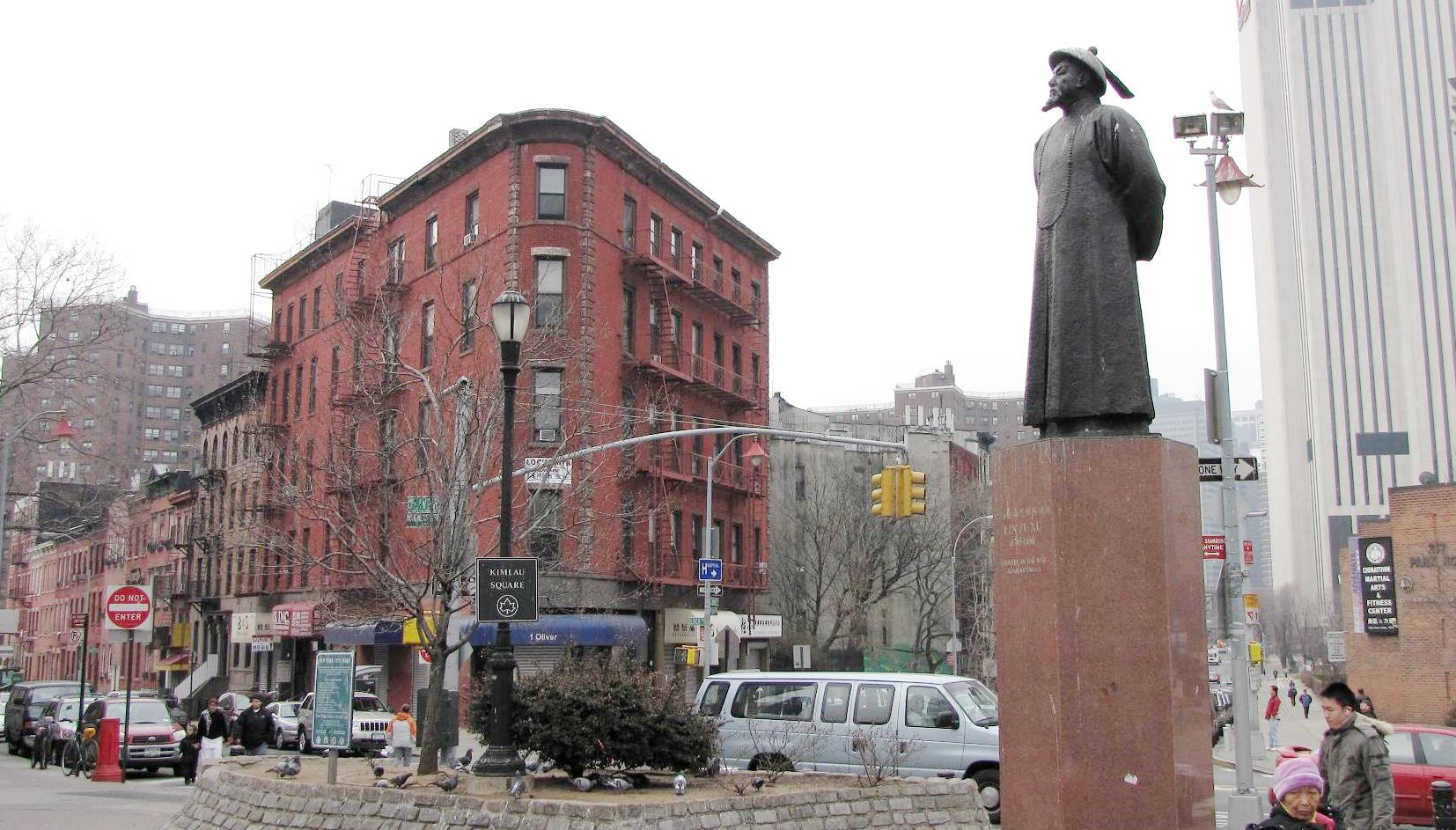
且林广场上的林则徐雕像

东百老汇大街西端是且林广场（Chatham Square）。该广场在19世纪时是一个露天市场，1930年代大萧条以后被改造。二战后，在这里建起了一座纪念在二战中捐躯的美籍华人士兵的牌坊“金劳纪念牌坊”（Kimlau Memorial Arch），以二战中美国陸軍航空军華裔飛行員劉國樑少尉的名字命名。1997年又在这里树立起了林则徐雕像。广场北边是建于1975年的曼哈顿华埠最大的居民楼“孔子大厦”。

## 早期定居人口
從早期到中期二十世紀, 這個街以前大部分猶太人口但有些意大利人交疊了這裡. 從1960年代開始波多黎各人開始流入定居這個街和周圍附近包括一點點美國非裔人. 1965年之後很多廣東人從香港和廣東省定居在唐人街. 那時候, 原本的唐人街就是在勿街的周圍區而包厘街東邊與堅尼街北上是紐約唐人街的界線. 但是因為原本的唐人街在勿街的周圍區已經很限得到公寓單位, 很多廣東人開始流入超過堅尼街北上然後超過包厘街東邊而包括交疊去東百老匯. 但是直到1980年代, 勿街的周圍區以及西邊的唐人街那時仍然是最中的華人人口區卻那時剛發展的唐人街東邊的部分包括東百老匯還是沒完全發展是屬於華人區的部分而且那時華人人口在這邊還跟有一些留下來沒搬走的猶太人和波多黎各人混合在一起. 但是1970年代開始也已經有一些福州人在東百老匯的附近.

## 福州裔移民
从1980年代開始，其他非华人慢慢全部搬出, 从1980年到1990年代随着福州移民的大量涌入之後，这街头開始全面成為发展了属于曼哈顿唐人街的部分. 然後最終很多广府人也開始逐渐迁出，比例大大缩小，东百老汇大街成为福州裔华人新移民的聚居地。整个纽约地区的福州裔移民人口估计达到50万左右，而东百老汇大街则成为福州移民的聚居中心，这些福州移民大多来自闽江口一带的福州郊区、连江县、长乐市、福清市等地。由于大量的福州裔移民人口聚集于此，该街也被称为“福州街”。就因為曼哈顿唐人街那時大部分廣東人以及不一樣的文化和方言, 福州人開始進來時候跟廣東人的唐人街有非常困難適合程度, 所以他們安定在曼哈顿唐人街的界線交疊了西班牙和猶太人的區, 那交疊區就是東百老匯周围区然後慢慢變成福州人聚居區.
因此唐人街變成兩邊的唐人街. 在勿街周围区是舊的廣東人唐人街, 在東百老匯周围区是新的福州人唐人街. 但是東百老匯周圍區還是有一點點的久廣東居民和商業留下來沒有搬走. 因為以前的華人區是大部分廣東人和香港人, 很多最早期的福州人居定來華埠時候學了粵語為了方便在本區溝通包括工作, 辦事, 購物, 做生意, 和等等在內. 尤其是很多最早期的福州移民到了華埠是過來香港生活了一段時間學了香港粵語和融合了香港文化而是能可以在本華埠用粵語以溝通.    
东百老汇大街街上及周边分布着大量的福州裔移民的会馆，其中许多甚至是以福州地区的某个村庄的移民为核心创建的，例如“美国福建浮岐联谊会”就是由来自福建福州地区长乐市（县级市）猴屿乡浮岐村的移民为主体组建的。一些更大规模的核心福建会馆，比如“美国福建同乡会”就在这条街上。东百老汇上也集中着大量由福州裔移民经营的餐馆、酒楼、超市、商场、影楼、城际巴士线等。
1997年，为提倡反毒品，由美国林则徐基金会筹资在东百老汇大街西端的且林广场上树立起一座林则徐雕像。林则徐是中国清代福州籍的著名禁毒官员。1999年5月18日，该广场又被纽约市政府命名为“林则徐广场”。
以前雖然曼哈顿的华埠是全部廣東人, 但是以前只有紐約有最多的華人，華人商家通常都会给予包括工作和房租上的便利，所以新移民來的福州人沒辦法必須要安定在曼哈顿的华埠。 很多福州人那時候學習廣東話來工作和溝通。如果以前法拉盛的國語華人區早期點發展很大還有便宜房子租和很多商業，福州人會大部分安定在那邊因為可以容易很多溝通用國語找工作也不會這麼多安定在曼哈顿的华埠和布魯克林唐人街那時大部分廣東人. 他們那時被廣東人欺負，因為他們有不一樣文化特別語言分別，也因为他們很多沒身份。

### 紐約新福州中區在布魯克林
從2000年代開始，曼哈顿唐人街的房子租開始太貴和有士紳化所以新來的福州移民開始大部分流入在布魯克林日落公園八大道區的新唐人街。還有也很多福州人從曼哈頓唐人街搬出去布魯克林日落公園八大道區. 現在曼哈頓唐人街的福州移民人口開始越來越少，就是因為士紳化和布魯克林日落公園八大道區變成了紐約的越來越發展最大最中的福州人區. 
從2000年代開始，很多投資房地產中介公司是非華人，進來了曼哈頓唐人街也越來越多買公寓樓，然後他們很多想辦法想趕走住了舊的華人住客，有便宜房子租為了想起房子租貴很多來賺錢.但是很可惜福州人住客很多是最容易趕走，因為他們大部分很多沒移民身份，所以很多沒有房子合約和很多非法分開了他們的公寓有很多非法房間來出租給很多還有別福州人客人來住在. 現在這些事情越來越多也開始影響曼哈顿唐人街的福州區很快越來越小.

## 犹太居民

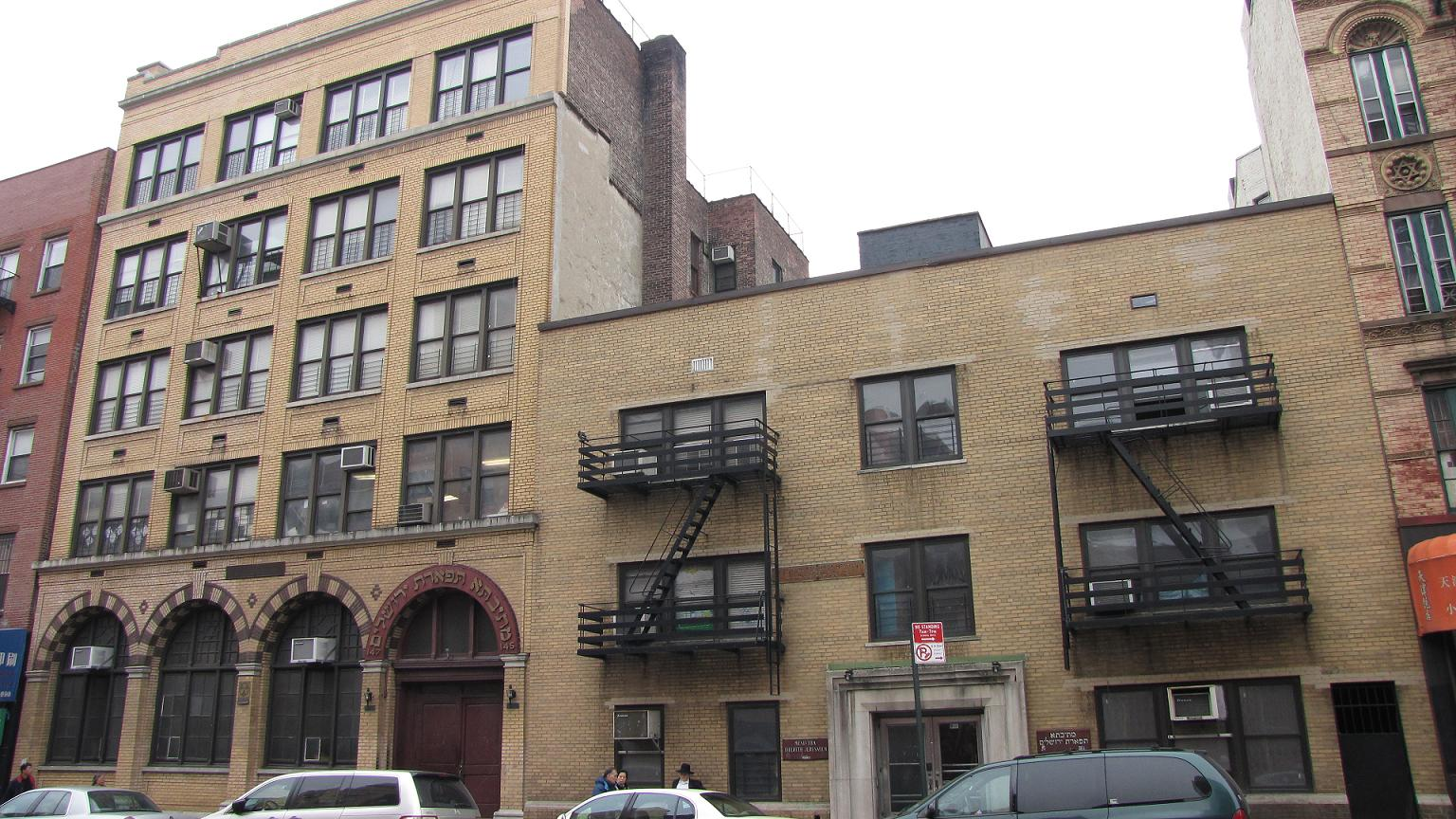
东百老汇街东段的犹太教学校

东百老汇大街东段聚居着大量犹太人居民，其中由克林顿街（Clinton Street）到匹特街（Pitt Street）的一段也被当地居民称为什特贝尔街（Shteibel Way），这一名称来源于该段的十个小犹太教堂。街上还开办有犹太教学校（例如Mesivtha Tifereth Jerusalem of America）。